# Hyphessobrycon taguae
Hyphessobrycon taguae är en fiskart som beskrevs av García-alzate, Román-valencia och Donald C.Taphorn 2010. Hyphessobrycon taguae ingår i släktet Hyphessobrycon och familjen Characidae. Inga underarter finns listade i Catalogue of Life.